# Crown Convention Center

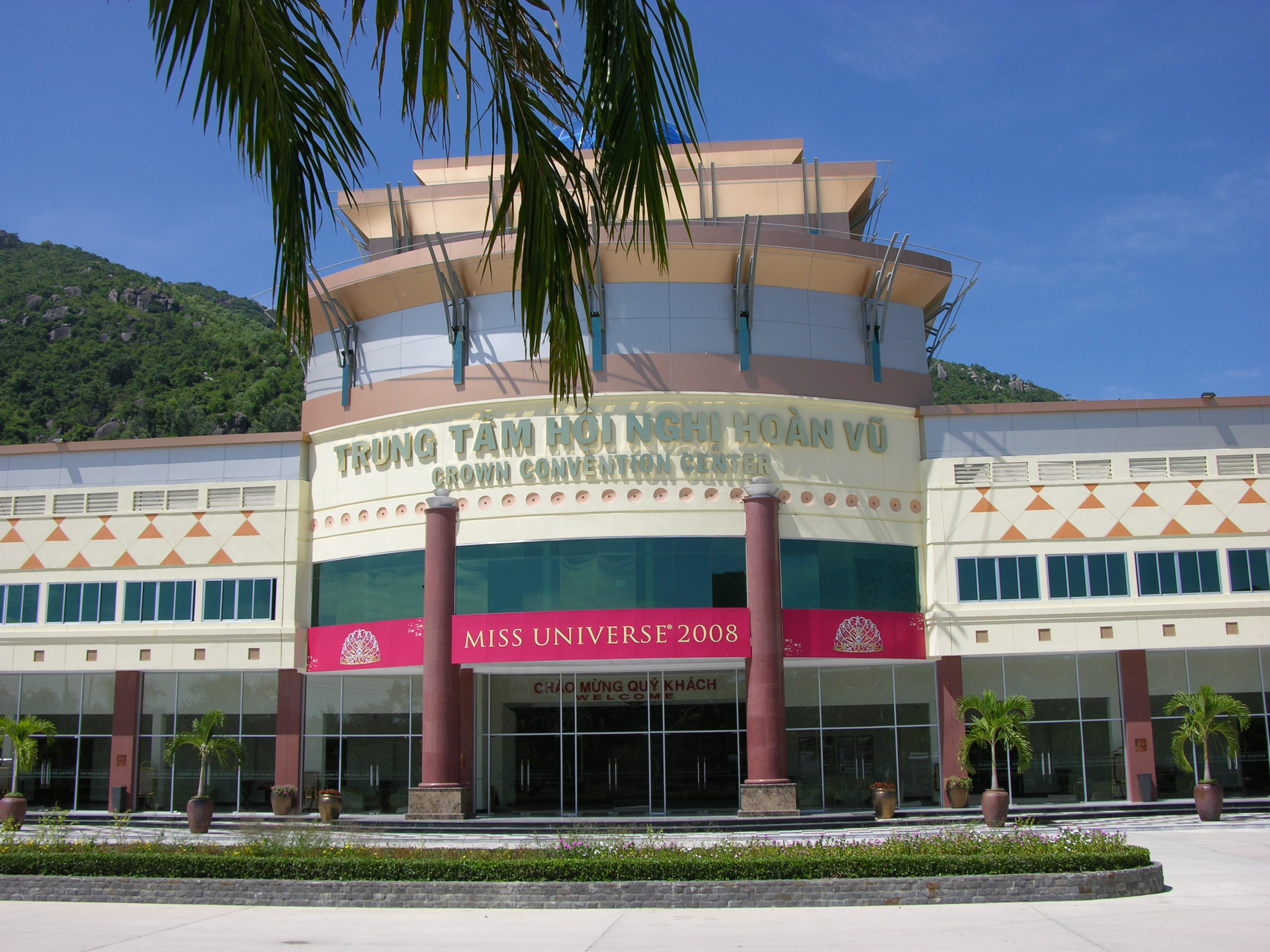
Crown Convention Center, Nha Trang.

Il Crown Convention Center è un'arena di Nha Trang in Vietnam ed è attualmente il più grande palcoscenico nel Sudest asiatico, con una superficie di 1.500 metri quadrati, ed è stato costruito nel 2008. L'arena è distante quattordici chilometri dalla città di Nha Trang ed è dotato di 7500 posti a sedere. È stata la sede in cui si è svolto il concorso di bellezza Miss Universo 2008 il 14 luglio 2008.